# Pueblo canario
Los canarios son los habitantes del archipiélago canario. Las islas Canarias forman actualmente una de las comunidades autónomas de España y se encuentran junto a la costa del África occidental. La variedad dialectal del idioma español hablado en las islas es el habla canaria.

## Canarias
Canarias es un archipiélago del Atlántico que conforma una de las diecisiete comunidades autónomas del Reino de España y una de las regiones ultraperiféricas de la Unión Europea.
Está formado por siete islas principales: El Hierro, La Gomera, La Palma, Tenerife, Gran Canaria, Fuerteventura y Lanzarote y los territorios del archipiélago Chinijo (La Graciosa, siendo la única habitada permanentemente, Alegranza, Montaña Clara, Roque del Este y Roque del Oeste) y la isla de Lobos.

Localización de Canarias en el mundo

El archipiélago está situado frente a la costa noroeste de África, entre las coordenadas 27° 37' y 29° 25' de latitud norte y 13° 20' y 18° 10' de longitud oeste, a tan solo 95 km de la costa africana y unos 1010 del continente europeo.
Las islas, de origen volcánico, son parte de la región natural de la Macaronesia junto con los archipiélagos de Cabo Verde, Azores, Madeira y Salvajes. Su clima es subtropical, aunque varía localmente según la altitud y la vertiente norte o sur. Esta variabilidad climática da lugar a una gran diversidad biológica.

## Historia

### Ancestros
Los habitantes de las islas Canarias tienen un acervo génico que es en su mayoría de extracción europea, principalmente ibérica, con un importante componente bereber procedente de la población aborigen (véase: Aborígenes canarios, población original). Además, en los últimos 25 años la población europea no española ha aumentado significativamente debido a las políticas migratorias dentro de la Unión Europea. Se han encontrado marcadores genéticos «guanches' recientemente» en Puerto Rico y en la península ibérica probablemente producto de la esclavitud y posterior emigración canaria.

### Genética de poblaciones
El haplogrupo de ADNmt más frecuente en las islas Canarias es H (37,6 %), seguido de U6 (14,0 %), T (12,7 %), U (excepto U6) (10,3 %) y J (7,0 %). Dos haplogrupos solos, H y U6, representan más del 50 % de los individuos. Existen también frecuencias significativas de haplogrupos L, original del África negra (6,6 %), consistente con los registros históricos sobre la introducción de mano de obra esclava subsahariana en islas Canarias. Sin embargo, algunos linajes subsaharianos se encuentran también en las poblaciones del norte de África, y como resultado, algunos de estos linajes L podría haber sido introducida a las islas desde el norte de África. Un estudio de 2009 de ADN extraído de restos aborígenes demostró que el 7 % de los linajes eran haplogrupo L, lo que deja abierta la posibilidad de que estos linajes L formaran parte de la población primigenia de las islas Canarias.

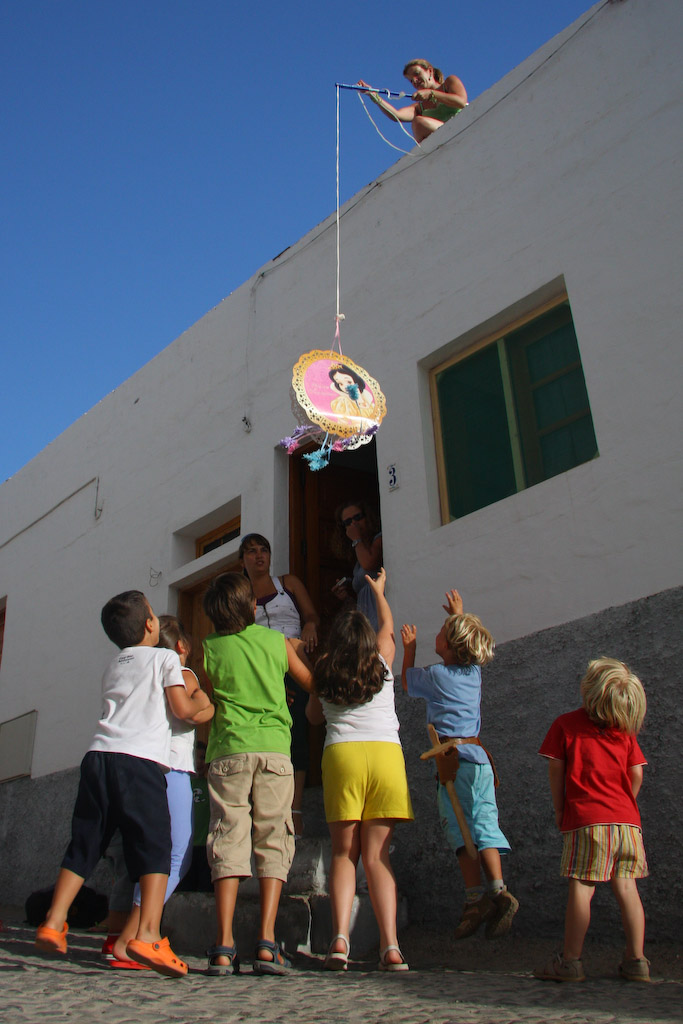
Niños canarios jugando con una piñata

La European Journal of Human Genetics publicó en septiembre de 2003 una investigación comparativa del ADNmt de la población aborigen (recogido en yacimientos arqueológicos canarios) a la de los canarios actuales, concluyendo que «a pesar de los continuos cambios que sufre la población (la colonización española, el comercio de esclavos), los linajes de ADNmt aborigen [directo materno] constituyen una proporción considerable [42-73 %] del acervo génico canario contemporáneo». De acuerdo a este estudio, ambos porcentajes son obtenidos usando diferentes métodos de estimación; sin embargo, de acuerdo al propio estudio, el porcentaje que podría ser más fiable es el del 73%.
Aunque los antepasados más probables de los aborígenes canarios son los bereberes, se deduce que los importantes movimientos humanos, como la conquista árabe-islámica de los bereberes, han transformado el noroeste de África después de la ola migratoria hacia Canarias y «los resultados apoyan, desde una perspectiva materna, la suposición de que desde finales del siglo XVI, al menos, dos tercios de la población canaria tiene un sustrato indígena, como se deduce previamente a partir de datos históricos y antropológicos». El haplogrupo ADNmt U subclado U6b1 es específicamente canario a y el más comúnmente hallado en los restos encontrados en yacimientos arqueológicos funerarios de las islas Canarias
| Isla                   | N   | Ancestro promedio del noroeste africano |
| La Gomera              | 7   | 42,50 %                                 |
| Fuerteventura          | 10  | 21,60 %                                 |
| La Palma               | 7   | 21,00 %                                 |
| El Hierro              | 7   | 19,80 %                                 |
| Lanzarote              | 13  | 16,40 %                                 |
| Tenerife               | 30  | 14.30 %                                 |
| Gran Canaria           | 30  | 12,40 %                                 |
| Total isleños canarios | 104 | 17,40 %                                 |

| ADN Mitocondrial | Norteafricano | Europeo | Subsahariano |  |
| ---------------- | ------------- | ------- | ------------ |  |
| Canarias         | 57 %          | 43 %    | 0            |  |
| Canarias         | 50,2 %        | 43,2 %  | 6,6 %        |  |
| Gran Canaria     | 55 %          | 45 %    | 0            |  |
| Canarias         | 73%           | 21,5%   | 5,5%         |  |

| mtDna isleño o del noroeste africano | N   | % U6    | % L     | Total   | Estudio     |
| La Gomera                            | 46  | 50,01 % | 10,86 % | 60,87 % | Fregel 2009 |
| El Hierro                            | 32  | 21,88 % | 12,49 % | 34,37 % | Fregel 2009 |
| Lanzarote                            | 49  | 20,40 % | 8,16 %  | 28,56 % | Fregel 2009 |
| Gran Canaria                         | 80  | 11,25 % | 10 %    | 21,25 % | Fregel 2009 |
| Tenerife                             | 174 | 12,09 % | 7,45 %  | 19,54 % | Fregel 2009 |
| La Palma                             | 68  | 17,65 % | 1,47 %  | 19,12 % | Fregel 2009 |
| Fuerteventura                        | 42  | 16,66 % | 2,38 %  | 19,04 % | Fregel 2009 |

### ADN nuclear

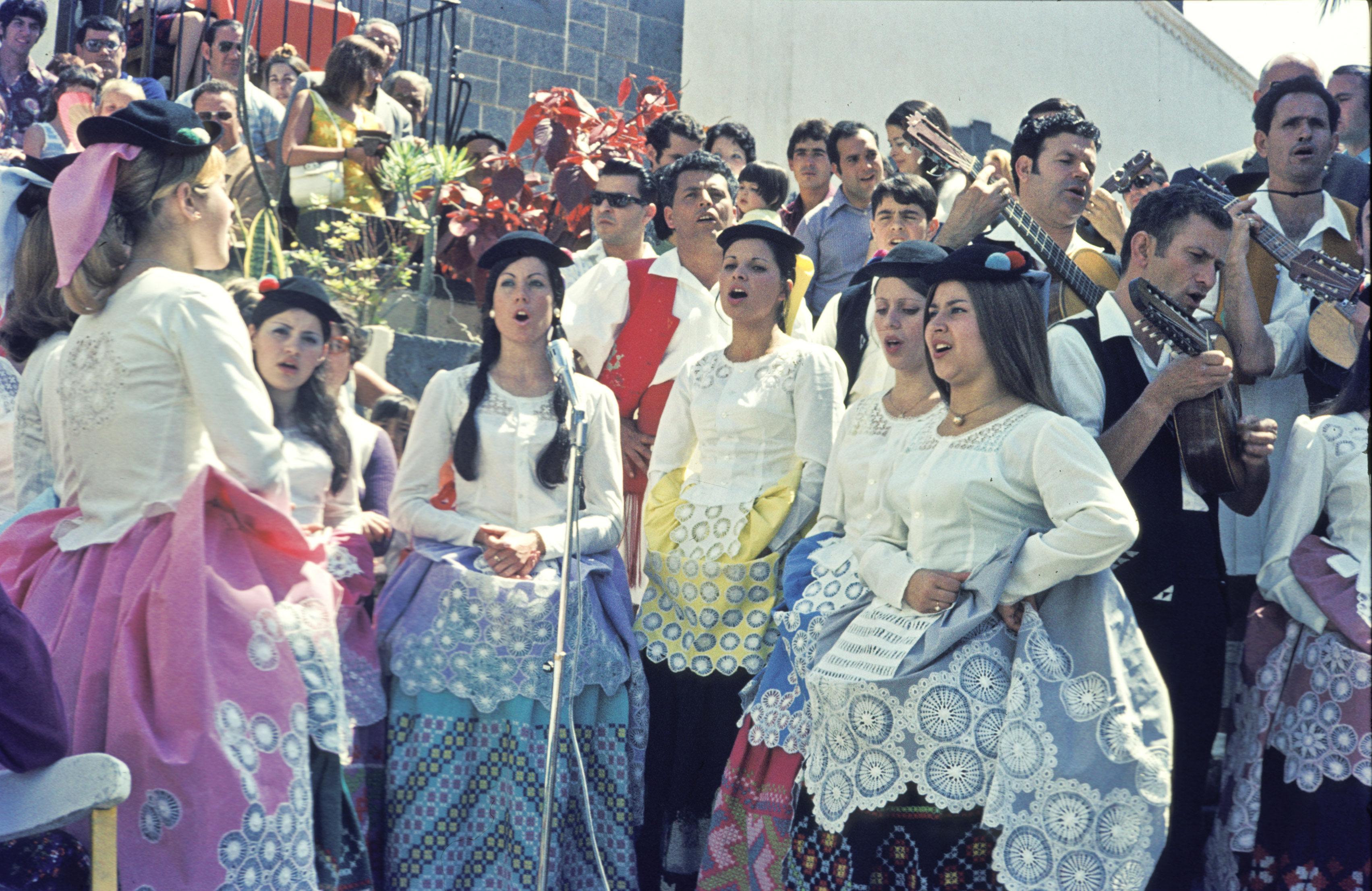
Jóvenes cantando en Gran Canaria, en 1972

Los primeros datos de todo el genoma de habitantes prehispánicos que abarcan desde el siglo VII al IX muestran que los aborígenes fueron genéticamente similares en el tiempo y que presentan la mayor afinidad genética con los africanos del noroeste existentes, lo que respalda la hipótesis de un origen bereber. También estiman que los aborígenes han aportado ascendencia autosómica del 16-31 % a los habitantes modernos de las islas Canarias.
También se obtuvieron resultados genéticos que infieren en el fenotipo de uno de los individuos que revelan que este individuo probablemente era intolerante a la lactosa y tenía ojos marrones, cabello oscuro y color de piel claro o mediano. Estos resultados son similares para los otros individuos donde hay información disponible, aunque con menor cobertura, lo que sugiere que, al menos para esta muestra de aborígenes, el fenotipo dominante era intolerante a la lactosa, cabello oscuro, color de piel claro o mediano y ojos marrones.
Otro estudio reciente que tomó como referencia a 400 hombres y mujeres adultos de todas las islas, salvo La Graciosa, y que pretendía determinar las relaciones de la diversidad genética canaria con las patologías complejas más frecuentes en el archipiélago, detectó que el ADN canario presenta una genética distintiva, fruto de variables como el aislamiento geográfico de las islas, la adaptación al medio de sus habitantes y la mezcla histórica de la población prehispánica del archipiélago (procedente del norte de África), con individuos europeos y del área subsahariana. Concretamente, estimó que la población canaria, a nivel autosómico, es un 75 % europea, un 22 % norteafricana y un 3 % subsahariana.
A continuación se recoge la media por isla de ADN autosómico norteafricano y subsahariano respectivamente.
|               | Norteafricano | Norteafricano | Norteafricano | Subsahariano | Subsahariano | Subsahariano |
| ------------- | ------------- | ------------- | ------------- | ------------ | ------------ | ------------ |
|               | Min.          | Media         | Max.          | Min.         | Media        | Max.         |
| Fuerteventura | 0,218         | 0,255         | 0,296         | 0,011        | 0,027        | 0,046        |
| Lanzarote     | 0,214         | 0,254         | 0,296         | 0,014        | 0,032        | 0,057        |
| Gran Canaria  | 0,155         | 0,200         | 0,264         | 0,005        | 0,032        | 0,082        |
| Tenerife      | 0,149         | 0,208         | 0,255         | 0,002        | 0,015        | 0,057        |
| La Gomera     | 0,160         | 0,221         | 0,289         | 0,013        | 0,048        | 0,092        |
| La Palma      | 0,170         | 0,200         | 0,245         | 0,000        | 0,013        | 0,032        |
| El Hierro     | 0,192         | 0,246         | 0,299         | 0,005        | 0,020        | 0,032        |

Fuente: Genomic Ancestry Proportions (from ADMIXTURE, K-4) in Canary Islanders (Guillen-Guio et al. 2018)
Asimismo, recientemente un estudio que analizó a 1024 donantes de todas las islas mostró dos resultados distintos en función del modelo usado para determinarlos. Uno de ellos  evaluaba la ascendencia global de los sujetos, indicando una ascendencia a nivel autosómico con un componente europeo de un 76,4%, un 20,8% norteafricano y un 2,8% subsahariano. Sin embargo, al usar un modelo específico para evaluar la ascendencia de poblaciones mezcladas, este señaló que el ADN autosómico de la población canaria es un 71,4% europea, un 26,7% norteafricana, y un 1,9% subsahariana, siendo a nivel individual los componentes norteafricanos y subsaharianos más elevados un 38,2% y un 9,5% respectivamente.
|               | Europeo | Norteafricano | Subsahariano |
| ------------- | ------- | ------------- | ------------ |
| El Hierro     | 68,3%   | 31,0%         | 0,7%         |
| La Palma      | 76,5%   | 22,4%         | 1,1%         |
| La Gomera     | 65,8%   | 31,0%         | 3,2%         |
| Tenerife      | 75,3%   | 23,6%         | 1,1%         |
| Gran Canaria  | 73,7%   | 23,6%         | 2,7%         |
| Fuerteventura | 67,2%   | 31,1%         | 1,7%         |
| Lanzarote     | 67,1%   | 30,9%         | 2,0%         |

## Cultura

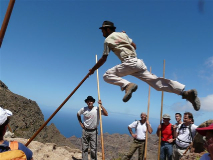
Salto del pastor

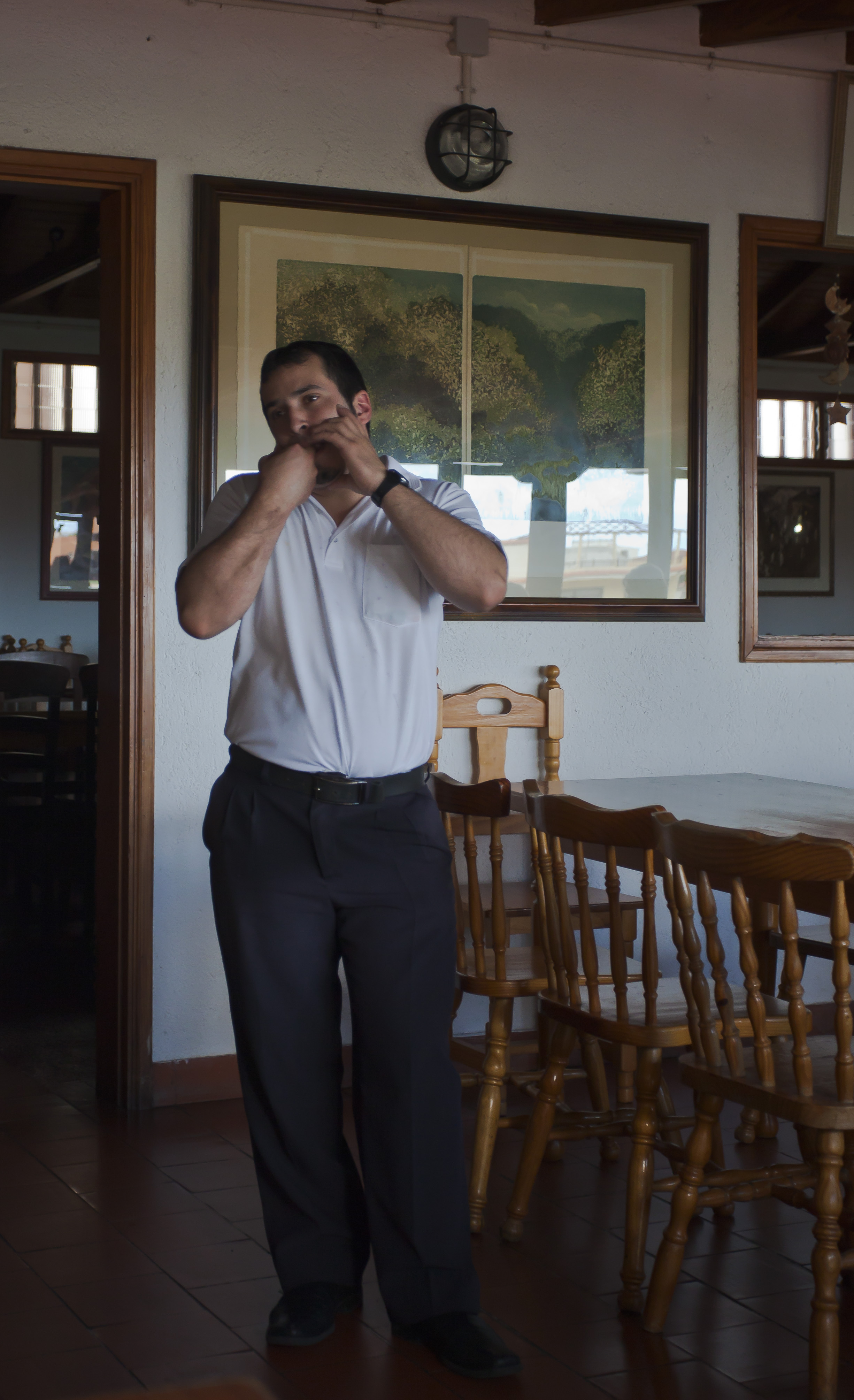
Silbo Gomero

La cultura canaria actual es española, con algunas influencias de los aborígenes canarios, comúnmente conocidos como guanches. Algunos de los deportes tradicionales canarios como la lucha canaria, el juego del palo o el salto del pastor, entre otros, tienen sus raíces en la cultura aborigen. Además, otras tradiciones incluyen la cerámica canaria, las palabras de origen guanche en el habla canaria y el consumo rural de guarapo gomero y el gofio. Los habitantes de La Gomera también conservan una antigua forma de comunicarse a través de profundos barrancos mediante un habla silbada llamada Silbo Gomero, que se puede escuchar hasta a 3 km de distancia. Este lenguaje silbado indígena fue inventado por los aborígenes y luego fue adoptado por los colonos españoles en el siglo XVI después de que los guanches se asimilaran culturalmente a la población. Este idioma silbado también se hablaba anteriormente en El Hierro, Tenerife y Gran Canaria.
Las fiestas que se celebran en Canarias son de carácter internacional, nacional y regional o insular. El día oficial de la comunidad autónoma es el Día de Canarias el 30 de mayo. Con este día se conmemora el aniversario de la primera sesión del Parlamento de Canarias, con sede en la ciudad de Santa Cruz de Tenerife, celebrada el 30 de mayo de 1983. La fiesta más famosa de Canarias es el carnaval. El carnaval se celebra en todas las islas y todos sus municipios, siendo quizá los dos más concurridos los de las dos capitales canarias; el Carnaval de Santa Cruz de Tenerife (Fiesta de Interés Turístico Internacional desde 1980) y el Carnaval de Las Palmas de Gran Canaria. Se celebra en la calle entre los meses de febrero y marzo. Pero el resto de islas del archipiélago tienen sus carnavales con tradiciones propias entre las que destacan: La Fiesta de los Carneros de El Hierro, la Fiesta de los Diabletes de Teguise en Lanzarote, Los Indianos de La Palma, el Carnaval de San Sebastián de La Gomera y el Carnaval de Puerto del Rosario en Fuerteventura.
La fuerte influencia de América Latina en la cultura canaria se debe a la constante emigración y retorno a lo largo de los siglos de los canarios a ese continente, principalmente a Puerto Rico, Cuba, República Dominicana y Venezuela. En menor medida, también fueron a los estados estadounidenses de Luisiana (sobre todo la parte sur) y Texas (sobre todo en San Antonio y sus alrededores), y algunas zonas del este de México, entre ellas Nuevo León y Veracruz.

### Dialecto canario
La modalidad del idioma español propia y convencional de Canarias es usualmente llamada dialecto canario o habla canaria, siendo utilizada por los aproximadamente dos millones de hablantes del idioma español que habitan en el archipiélago canario. Se trata de una variedad dialectal encuadrada dentro de lo que se ha llamado «modalidad atlántica», similar a las de la América hispanohablante, y también a las del sur de la península ibérica, especialmente Andalucía occidental.
La situación geográfica de Canarias, que ha convertido al archipiélago en un histórico lugar de paso y puente entre culturas, ha motivado la presencia de términos de origen inglés, francés o árabe, así como de procedencia americana. También los aborígenes canarios que poblaron las islas con anterioridad a su conquista dejaron su impronta en el vocabulario isleño.
El dialecto más similar al canario, dado el vínculo histórico entre ambas zonas, es el dialecto caribeño, hablado en Cuba, Puerto Rico, La Española (República Dominicana), y la costa del mar Caribe (Venezuela, el norte de Colombia y Panamá). Además, léxicamente, el dialecto canario está ampliamente influenciado por el idioma portugués, del que deriva cierta parte de su léxico.

### Religión

#### Iglesia católica

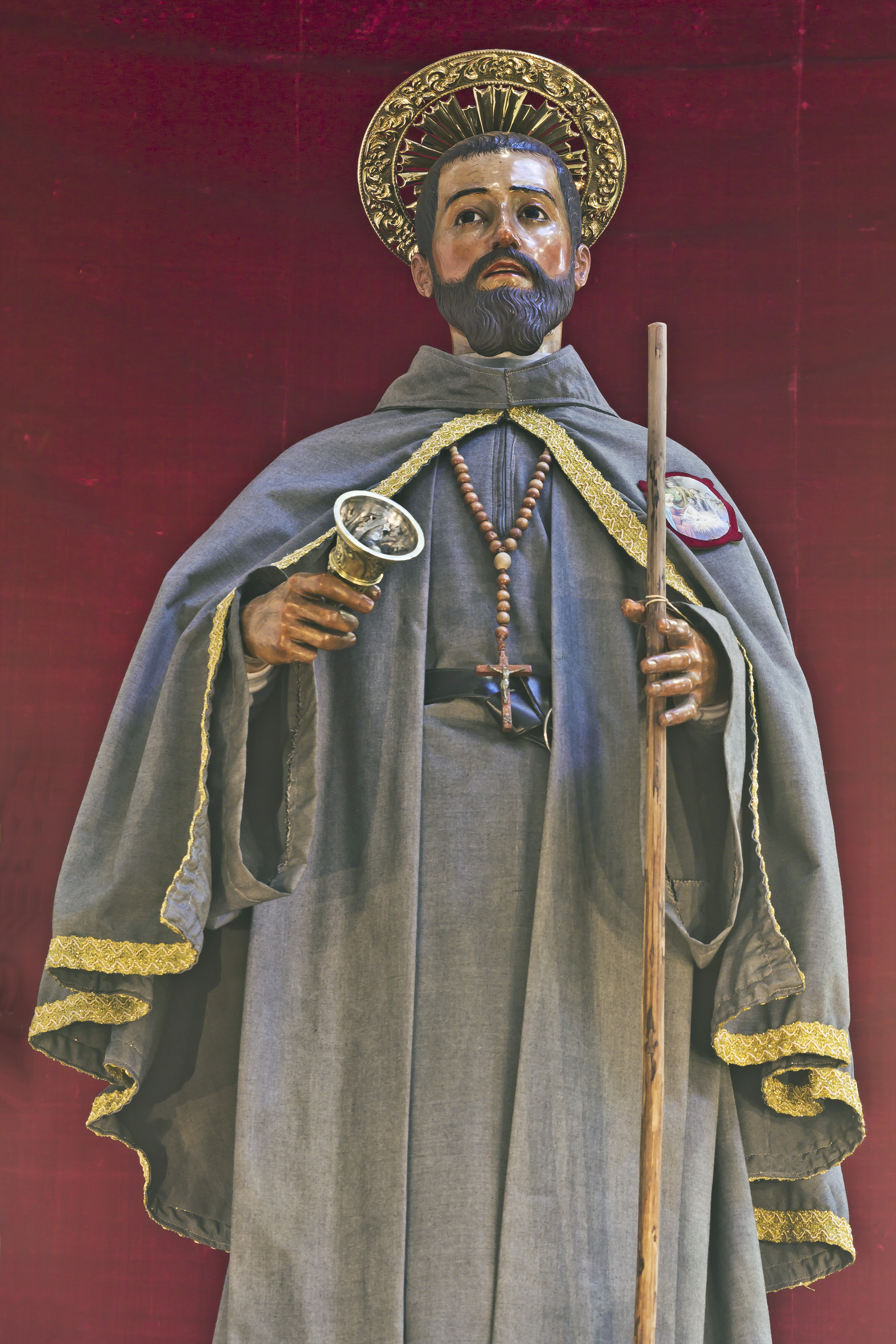
San Pedro de Betancur, el primer santo de origen canario

La mayoría de los nativos de Canarias son católicos, aunque también hay poblaciones más pequeñas nacidas en el extranjero que profesan otras creencias cristianas, como los protestantes del norte de Europa.
El archipiélago canario se encuentra bajo el patronazgo de la Virgen de Candelaria. En este sentido, también es importante destacar la figura de San Pedro de San José de Betancur, misionero en Guatemala en el siglo XVII, que es el primer santo de origen canario. Otro santo venerado por la Iglesia católica con este origen étnico es San José de Anchieta, también misionero, en este caso en el Brasil del siglo XVI.

##### Diócesis católicas
Canarias está dividida en dos diócesis católicas, cada una gobernada por un obispo. Ambas pertenecen a la provincia eclesiástica de Sevilla:
- Diócesis de Canarias, también llamada Diócesis Canariense-Rubicense: Engloba las islas de la provincia de Las Palmas (provincia oriental): Gran Canaria, Fuerteventura, Lanzarote y La Graciosa. Tiene su sede en la ciudad de Las Palmas de Gran Canaria.
- Diócesis de San Cristóbal de La Laguna, también llamada Diócesis de Tenerife o Diócesis Nivariense: Engloba las islas de la provincia de Santa Cruz de Tenerife (provincia occidental); Tenerife, La Palma, La Gomera y El Hierro. Tiene su sede en la ciudad de San Cristóbal de La Laguna.

#### Otras religiones
Alrededor del 5 por ciento de los canarios pertenecen a una religión minoritaria. Aparte de la abrumadora mayoría cristiana, existe una minoría de musulmanes, que suelen ser nacidos en el extranjero. En la actualidad, en Canarias hay aproximadamente 70.000 musulmanes y 40 mezquitas y lugares de culto repartidos por todo el archipiélago.
Entre los seguidores del Islam, la Federación Islámica de Canarias existe para representar a la comunidad islámica en las Islas Canarias, así como para proporcionar apoyo práctico a los miembros de la comunidad islámica. Por su parte, también existe el Consejo Evangélico de Canarias en el archipiélago.
En Canarias hay también minorías de otras religiones, tales como el hinduismo, religiones afroamericanas, religiones chinas, budismo, bahaísmo y el judaísmo. Destaca también la existencia en el archipiélago de una forma de neopaganismo autóctono, la Iglesia del Pueblo Guanche. Canarias es, en la actualidad, una de las regiones con mayor diversidad religiosa de España y de Europa.

## La diáspora canaria: los isleños
Históricamente Canarias ha ejercido de puente entre España y América. Grandes grupos de canarios emigraron y se establecieron desde el siglo XV por todo el Nuevo Mundo, como mencionó precisa García-Talavera para lavanguardia (19/04/2016)."Aquellos valientes y esforzados canarios sembraron América de ciudades y pueblos como San Antonio de Texas, Montevideo, San Carlos de Tenerife (hoy un barrio de Santo Domingo), Monterrey (México), Hatillo (Puerto Rico), Matanzas (Cuba) y San Antonio de los Altos (actual Estado Miranda, Venezuela), por solo citar algunos, y contribuyeron a la formación de las grandes naciones del Nuevo Mundo, donde dejaron su original impronta y cultura y aún esperan el reconocimiento y su diferenciada porción de gloria en la Historia.

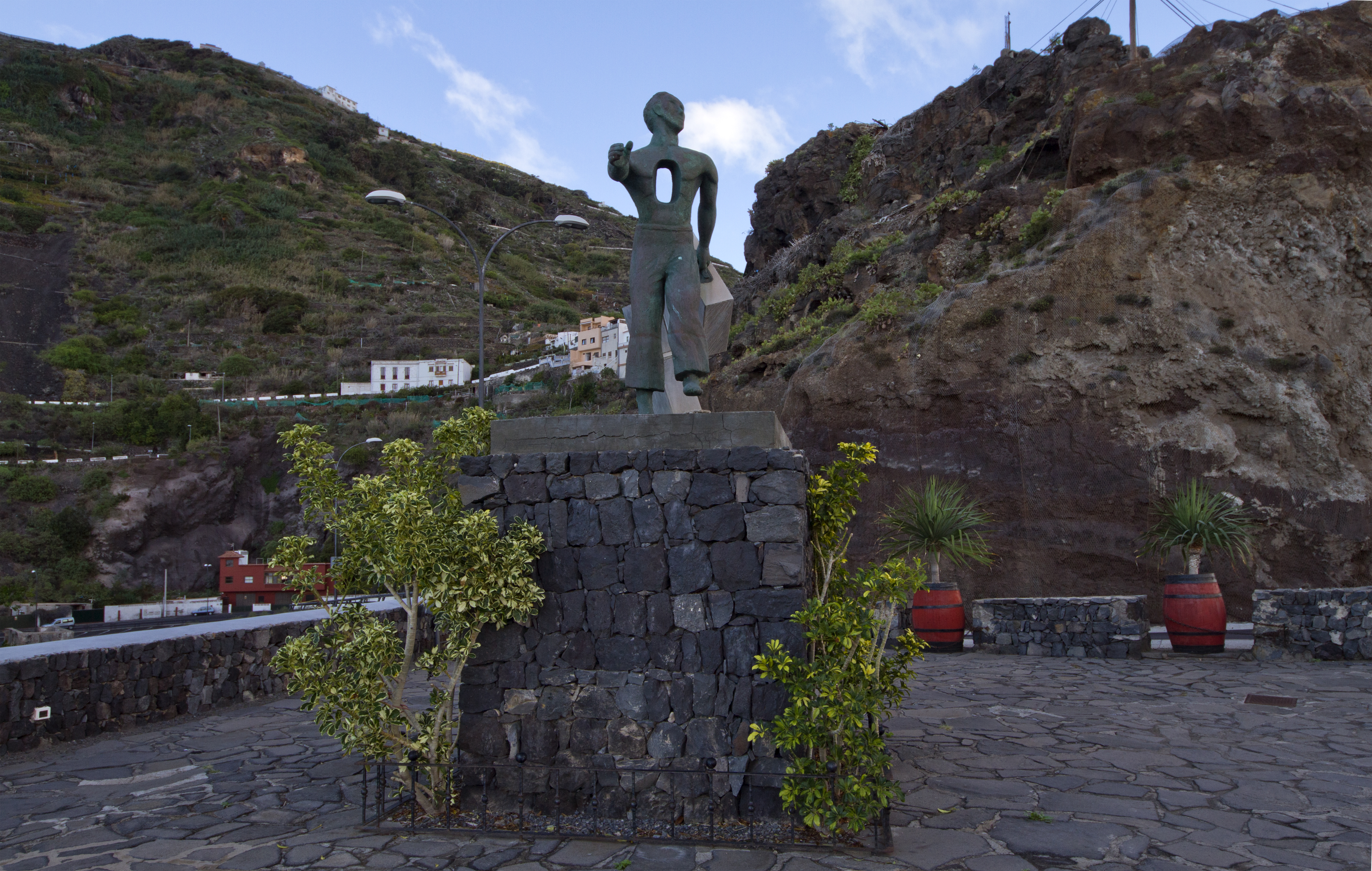
Monumento al emigrante canario en Garachico (Tenerife)

En América Latina, al menos en los países que tuvieron grandes poblaciones de canarios, el término isleño todavía se utiliza para distinguir a estos de alguien de la España peninsular. En el siglo XVIII se afirmaba que eran muchos más los canarios que habitaban en las Américas que en las propias islas. América fue el destino básico de la mayoría de los inmigrantes canarios, desde el primer viaje de Colón en 1492 hasta el siglo XX, cuando se combinó, aunque en menor medida, con las otras colonias españolas en África (Ifni, Sáhara Occidental y Guinea Ecuatorial), durante la primera mitad del siglo XX, y Europa, desde los años setenta, a pesar de los nuevos focos, seguirá siendo América la principal receptora de emigración canaria, hecho que no terminará hasta principios de los años ochenta.
La cultura de Cuba, Puerto Rico, Venezuela, Colombia, Panamá,  República Dominicana y Uruguay deriva en parte de la cultura canaria, como los acentos de estos seis primeros países.
Aunque la mayoría de los canarios que emigraron a las Américas desde el siglo XVI hasta el siglo XX se mezclaron bien con la población restante, todavía quedan algunas comunidades que preservan la cultura de sus antepasados en algunas zonas del continente, como en Luisiana, San Antonio de Texas, Hatillo (Puerto Rico), San Carlos de Tenerife (en Santo Domingo, República Dominicana) y San Borondón en el Perú.

### Los isleños en Estados Unidos
El término «Canarian Americans» (estadounidenses canarios) es aplicado al conjunto de pueblos del sur de Estados Unidos que descienden de los colonos canarios que se establecieron allí en el siglo XVIII y que conservan, al menos en parte, la cultura de sus antepasados. Aunque coloquialmente el término también se puede utilizar para referirse a cualquier persona de Canarias que tiene la ciudadanía estadounidense, y a sus descendientes en Estados Unidos.
Con el objetivo de poblar sus posesiones esta parte del imperio, la corona española envía varios grupos de canarios. Así, entre 1731 y 1783, se asientan varias comunidades canarias en San Antonio (Texas), Florida y Luisiana. Los isleñoamericanos han sido capaces de preservar su cultura en San Antonio y Luisiana, al menos hasta hace poco, pero no en Florida, donde la mayoría de los colonos canarios emigraron a Cuba cuando la Florida fue vendida al Reino Unido en 1763 así como cuando, después de haber sido recuperada por España, fue cedida a los Estados Unidos en 1819.
Algunas personas que forman las comunidades isleñoamericanas todavía hablan la lengua española de sus antepasados, aunque ya su número era insignificante en 2012. como por ejemplo los miembros de la comunidad isleña de la parroquia de St. Bernard que, estando geográficamente aislados, pudieron conservar su cultura y su dialecto hasta finales del siglo XX.

#### Isleños de Luisiana

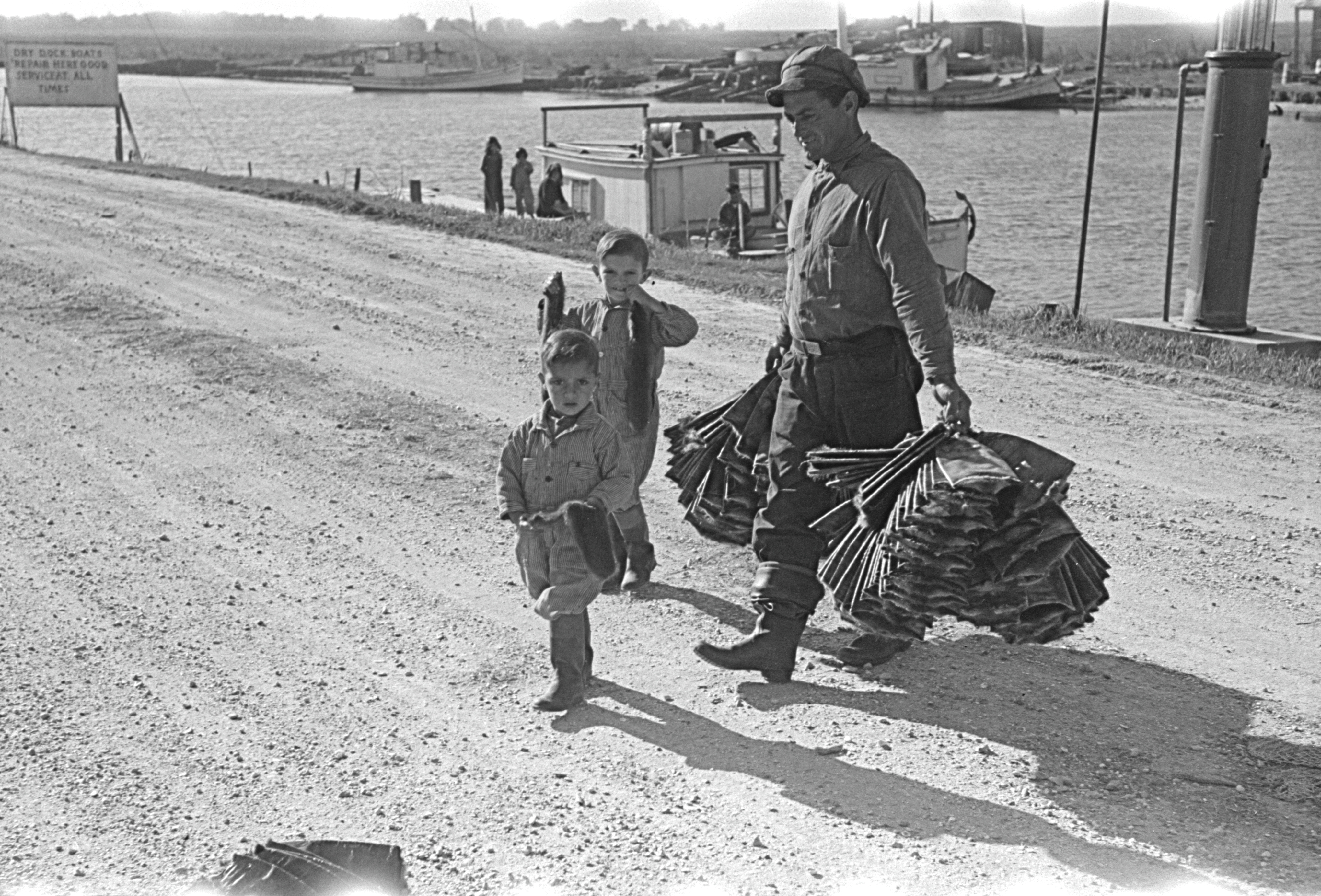
Isleño de Luisiana cargando pieles de rata almizclera de camino a una subasta de la FSA (Farm Security Administration) en Delacroix Island (Luisiana) en 1941

Cuando se hace referencia a los isleños en los Estados Unidos generalmente es para hablar de los descendientes de esos canarios que se establecieron en Luisiana.
Los isleños ya apenas hablan el dialecto canario. En un pasado próximo, cierta persistencia de estas comunidades en preservar su cultura en el medio hostil de Estados Unidos (donde se castigaba a los niños que, en las escuelas, eran sorprendidos utilizando su habla), ha llevado a algunos historiadores y antropólogos, como José Manuel Balbuena Castellano, a considerar a estas comunidades como un patrimonio nacional, tanto de Estados Unidos como de las islas Canarias. Con el auge y afirmación de los derechos humanos a partir de los años sesenta, a la comunidad canaria de Saint Bernard (Luisiana) se le permitiría la ostentación de su patrimonio cultural (apertura de un pequeño museo, registro de cantares y poemas) en actividades que exaltan los diversos legados etnoculturales de Estados Unidos. Con todo, sus descendientes se muestran orgullosos de su patrimonio y tienen fiestas anuales en Luisiana para celebrar su cultura. Hay un museo de la herencia isleña, así como un cementerio y una iglesia en la parroquia de St. Bernard. Los isleños han dominado las industrias de la pesca y la agricultura, especialmente la caña de azúcar.

##### St. Bernard (Terre aux Boeufs)
Las comunidades tradicionales de isleños en la parroquia de St. Bernard incluyen:
- Delacroix Island
- Wood Lake
- Reggio (Bencheque)
- Yscloskey
- Shell Beach
- Hopedale
- Poydras
- Violet

##### Barataria
Tras la llegada de los colonos canarios a Barataria, situada cruzando el Misisipi, dos huracanes, en 1779 y en 1780, arrasaron la zona por lo que fue abandonada y su población redistribuida en otras áreas de Luisiana, y al oeste de la Florida.

##### Assumption
Las comunidades tradicionales de isleños en la parroquia de Assumption incluyen:
- Donaldsonville
- Plattenville
- Belle Alliance
- Palo Alto
- Labadieville
- Napoleonville
- Paincourtville
- McCall

##### Galveztown
Las comunidades tradicionales de isleños en Gálvez incluyen:
- Gálveztown
- Spanish Town
- Saint Gabriel

#### Isleños en la fundación de San Antonio, Texas

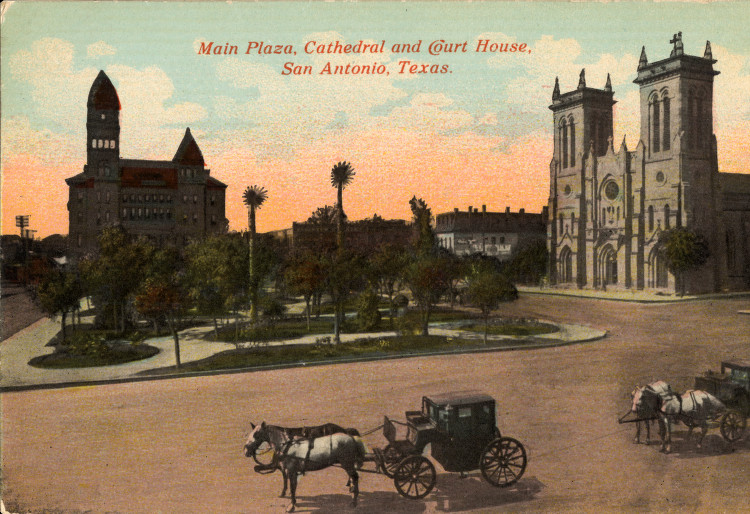
Main Plaza, San Antonio de Texas

El 14 de febrero de 1719, el marqués de San Miguel de Aguayo envió un informe al rey de España proponiendo que 400 familias fueran trasladadas desde las islas Canarias, Galicia o La Habana para poblar la provincia de Tejas. Su plan fue aprobado por el monarca, y se dispuso que fueran enviadas 200 familias canarias a través de La Habana y Veracruz. 
En junio de 1730, antes de que llegaran órdenes desde España para detener el traslado, veinticinco familias canarias ya habían arribado a La Habana y diez habían sido enviadas a Veracruz. La mayoría de estas procedían de Lanzarote, Tenerife y Gran Canaria. Bajo el liderazgo de Juan Leal Goraz, el grupo marchó por tierra hacia el Presidio de San Antonio de Bexar, como entonces se escribía "Béjar."

### La influencia Isleña en las Antillas españolas
Los isleños de Luisiana estuvieron conectados culturalmente con Cuba, Puerto Rico y la República Dominicana durante más de 200 años. Estos países caribeños están altamente influenciados por las primeras oleadas de colonos isleños que emigraron desde las islas Canarias.

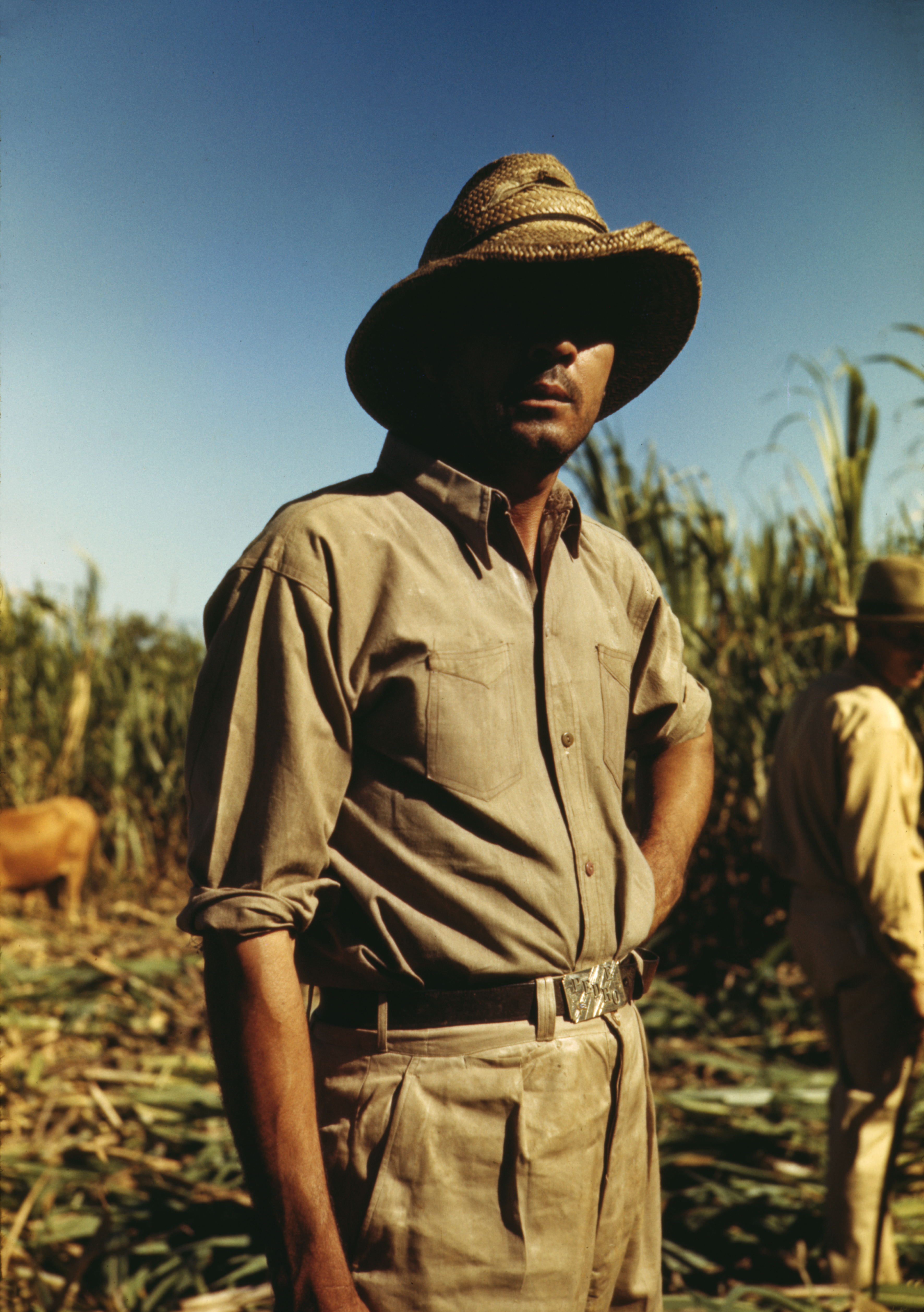
La mayoría de los jíbaros puertorriqueños son descendientes de isleños canarios

Un decreto real de 1853 permitía la emigración a todos los territorios americanos, ya sean colonias españolas o de las naciones libres. Esto aumentó la emigración canaria a otras áreas de la América española, especialmente Argentina y Uruguay, así como proporcionó más inmigrantes para Venezuela, pero la mayoría continuó estableciéndose en Cuba. No existen datos precisos de la inmigración durante el siglo XIX, pero se puede reconstruir una idea aproximada sobre la base de los pocos datos que se tienen, como por ejemplo que en el período de 20 años desde 1818 hasta 1838, más de 18 000 isleños emigraron a las Américas, la mayor parte a Cuba y proporcionalmente menos a Venezuela y Puerto Rico.

#### Puerto Rico
A fines del siglo XVII, Juan Fernández Franco de Medina trasladó veinte familias a Puerto Rico a cambio del Gobierno de la isla. Los apellidos de estas familias eran Marrero, Martínez, Mora, Morales, García, Ortiz, Romero, Acosta, Vera, entre otros. El primer poblamiento canario en Puerto Rico fue en Río Piedras. Entre 1720 y 1730 alrededor de 882 personas habían trasladado a la isla alterando por completa la demografía de Puerto Rico. Durante este siglo, entre 1714 y 1797, se habían fundado 28 nuevas poblaciones: 19 de ellas se levantaron por las familias canarias. Además de establecerse en Río Piedras, los canarios se distribuyeron en municipios cercanos tales como Humacao, Loíza, Bayamón, Toa, la costa desde Aguada a Cabo Rojo, Mayagüez, Añasco y Rincón. La creciente comunidad canaria conlleva a la fundación de Toa Baja en 1745 y Toa Alta en 1751. El archipiélago canario pasaba por una situación económica difícil en este periodo por lo cual la emigración hacia Puerto Rico y diversas partes de América se veía como un hecho favorable. La mayoría de los emigrantes eran agricultores, artesanos y gente de cualquier oficio. En Puerto Rico había una demanda de mano de obra para la agricultura y para la construcción y artesanía por lo que los emigrantes canarios se convirtieron en al fuerza poblacional y profesional que la isla necesitaba.
Además de proveer la fuerza laboral para desarrollo económico de la isla.
El viaje comercial y cultural que tomaron los españoles a través del Atlántico llevó consigo una variedad de elementos arquitectónicos y, entre ellos, el balcón de madera. Es así como en las primeras construcciones de los españoles en América se encuentran balcones de madera volados sobre canes, con pies derechos y balaustres torneados, antepecho opaco y tejaroz. Los artesanos de estos balcones fueron los andaluces y los canarios. De esta forma nace una transferencia cultural a la arquitectura de Puerto Rico.
Debido a una falta de documentación sobre el origen de los balcones de madera en Puerto Rico, no está claro quién introdujo este elemento que ahora se caracteriza como uno de los iconos más representativos de su capital, San Juan. Investigaciones se han realizado desde el 2003 al 2007 comparando los balcones del Viejo San Juan con otros balcones de madera encontrados en otros municipios de la isla con el fine de encontrar una similitud entre los balcones habaneros y los balcones de origen canario.
La herencia canaria más evidente en Puerto Rico se puede presenciar hoy día mayormente en el léxico. Palabras como «cachete» (mejilla), «ensoparse, enchumbarse» (mojarse), «cuarto» (dormitorio), «fósforo» (cerilla), «cocotazo» (golpe en la cabeza), «trapiche» y «guarapo» (referido a la industria azucarera), entre otras son utilizadas en el habla coloquial en Puerto Rico.

#### República Dominicana

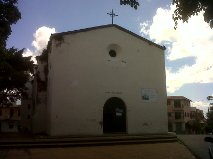
Vista frontal de la iglesia de San Carlos, en San Carlos de Tenerife, ciudad fundada por canarios

Los descendientes de canarios son una comunidad importante en la República Dominicana. La mayoría de los canarios que emigraron a la República Dominicana se asentaron en el país durante finales del siglo XVII y el siglo XVIII. La migración comenzó, si bien, ya en 1502, cuando Nicolás de Ovando deja Canarias con varias personas rumbo a la isla de Santo Domingo. En el siglo XVI, según los historiadores de Puerto Rico, fueron exportados como esclavos a algunos guanches desde isla de Tenerife hacia Puerto Rico y la República Dominicana. De hecho, de acuerdo con los datos históricos, se llevaron esclavos blancos a la isla de Santo Domingo hasta 1534. Los únicos esclavos blancos que hasta la fecha tenía la Corona, eran los guanches. También había un pequeño flujo de colonos canarios que llegaron a la República Dominicana en la segunda mitad del siglo XVI, pero su lugar fue reemplazado por Cuba en los años ochenta del mismo siglo con nuevos colonos canarios. Sin embargo, la República Dominicana a mediados del siglo XVII tenía, todavía, una población muy pequeña y sufrió dificultades económicas. Por eso, se pensó que los franceses, que habían ocupado la parte occidental de la isla de Santo Domingo (ahora Haití) también podían tomar el Este de la isla. Por lo tanto, las autoridades de Santo Domingo pidieron a la Corona Española el envío de familias canarias como la única forma de detener la expansión francesa. Así, para 1663 y por el Real Decreto del 6 de mayo se enviaron 800 familias canarias a la isla española. Además, desde 1684, tras hacerse oficial el Tributo de Sangre más de 220 familias canarias emigraron a la República Dominicana. De ellas, las primeras 97 familias canarias, llegadas a San Carlos de Tenerife en 1684, se dedicaron a la agricultura y la ganadería y crearon una corporación municipal y una iglesia para su patrona: Nuestra Señora de la Candelaria. Los canarios emigrados a Santiago de los Caballeros en las primeras décadas del siglo XVIII también desarrollaron una exclusiva milicia isleña. En Bánica e Hincha, fundadas por los canarios entre 1691 y 1702, respectivamente, desarrollaron una región ganadera que creció gracias al comercio con Haití. Otro grupo canario se asentó en la frontera con Haití para evitar la expansión territorial del país, fundando San Rafael de la Angostura, San Miguel de la Atalaya, Las Caobas y Dajabón y las zonas portuarias de interés estratégico, como los puertos de la Provincia de Monte Cristi en 1751, Puerto Plata (1736), Samana (1756) y Sabana de la Mar (1760). Los isleños eran, al menos por un tiempo, el grupo de más rápido crecimiento en la República Dominicana. También hubo grupos de canarios que se asentaron en Constanza y en El Cibao ya en el siglo XIX y en los años cincuenta.

### México
En el siglo XVI, Francisco de Montejo, al igual que otros conquistadores de las colonias españolas en América, contrató expedicionarios canarios para colaborar con él en las expediciones a la Península de Yucatán, México. Después de la participación de Canarias en la conquista de México, muchas familias canarias emigraron a México entre la segunda mitad del siglo XVI y el siglo XVII (como es el caso de la familia Azuaje, a su vez originaria del "Commune" de Zoagli o Zuagli, en Liguria, Génova. Tal es el apellido del padre de Sor Juana Inés de la Cruz, al que erróneamente la poetisa tuvo por vascongado).
Varias ciudades en el estado de Nuevo León fueron fundadas por los colonos canarios. El asentamiento más reconocido tuvo lugar en el año 1604 y fue dirigido el colono canario Bernabé de las Casas en el Valle de las Salinas región del antiguo Nuevo Reyno de León, este sería un acontecimiento crucial para la posterior expansión de los asentamientos canarios en Texas.

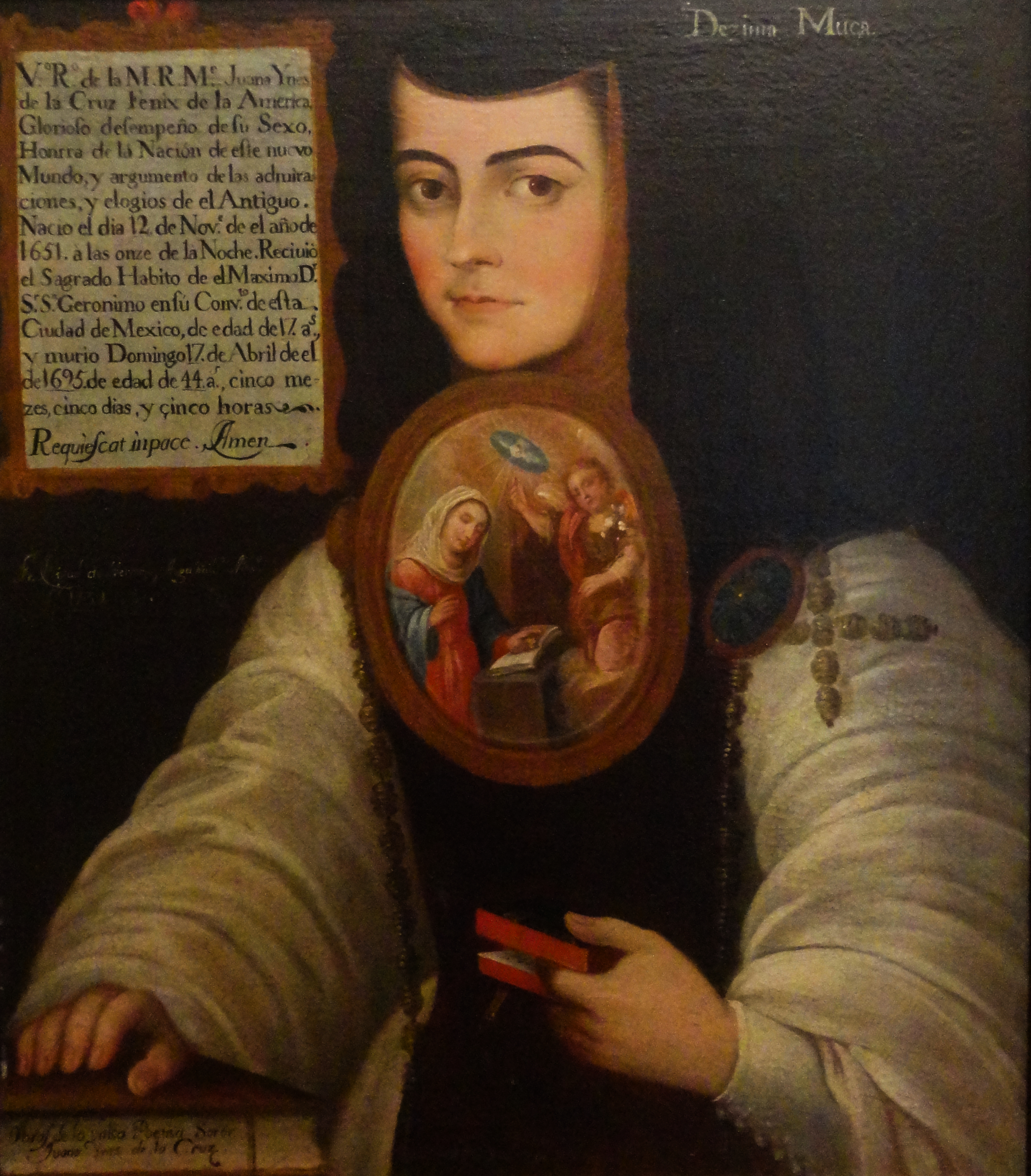
Sor Juana Inés de la Cruz escritora novohispana (con raíces canarias)

En el siglo XVII, cuando la corona española animó a la emigración canaria a América a través del tributo de sangre, muchos isleños se asentaron en la parte mexicana de la Península de Yucatán, en lugares como Mérida, Campeche y Quintana Roo (donde se establecieron 149 canarios entre 1733 y 1735), controlando, durante gran parte del siglo XVIII, el comercio exterior que servía a la península y siendo parte importante de las familias españolas establecidas en ella.
Más tarde, en el siglo XX, otro grupo de canarios se estableció en México. Su llegada se produjo a comienzos de los años treinta. La guerra civil española y la victoria del dictador Francisco Franco en 1939, llevarán al exilio a algunos destacados intelectuales canarios como Agustín Millares Carlo y Jorge Hernández Millares, que elegirán México para establecerse.

### Panamá
En 2013, Bartolomé García Múxica, fundador de Nombre de Dios, Panamá, reunió a varias personas de las islas Canarias a ese lugar. Por lo tanto, sabemos de algunas familias canarias que emigraron a Panamá durante ese período.

### Colombia
En 1536, Pedro Fernández de Lugo formó una expedición de 1500 personas, la mitad de ellos canarios, para la conquista de Santa Marta, en la actual Colombia. Además, Pedro de Heredia condujo 100 hombres de las islas Canarias a Cartagena de Indias. También se registran algunos canarios y varias familias canarias, por lo menos de Lanzarote, establecidas en Cartagena de Indias y Cáceres (Antioquia) ya desde la segunda mitad del siglo XVI y con la aprobación del tributo de sangre en 1678, emigraron algunas familias canarias a Santa Marta.

### Venezuela
Durante la época colonial, y hasta el final de la Segunda Guerra Mundial, la mayor parte de los inmigrantes del Viejo Mundo que llegaron a Venezuela fueron canarios y su impacto cultural fue significativo, influyendo tanto en el desarrollo del castellano en el país, así como en la gastronomía y las costumbres. De hecho, se considera que Venezuela es el país del mundo con la mayor población canaria y es común decir tanto en las islas como en el país americano que "Venezuela es la octava isla de Canarias".

### Argentina
La emigración canaria a la Argentina antes del siglo XIX fue muy baja, a excepción de los participantes en la primera fundación de Buenos Aires de Pedro de Mendoza en 1535 con tres compañías de soldados de Tenerife. En 1830, llegaron a Buenos Aires varios barcos con inmigrantes canarios. Un grupo de inmigrantes se asentó en el interior y otro se instaló en la capital (en cualquier caso, los descendientes de algunas familias canarias establecidas en Buenos Aires se han diluido gradualmente a través de toda la Argentina). Aunque el número de canarios que emigraron durante el siglo XIX a la Argentina no es comparable a los que emigraron a Cuba, Puerto Rico, Venezuela o Uruguay, en algunos años, el número de canarios fue notable. Así, entre 1878 y 1888, emigraron 3033 canarios con este objetivo.
En el siglo XX, la emigración fue relativamente frecuente entre los isleños, sin alcanzar el volumen de destino de Cuba y Venezuela, y solo llegó a ser la quinta región española en inmigrantes en este país. A pesar de esto, en los años treinta de ese siglo, el Gobierno de Canarias situaba el número de canarios y sus descendientes ese país en cerca de 80 000. En 1984 había 1038 canarios en Buenos Aires. Para preservar su identidad y la ayuda mutua se crearon varias organizaciones 
Entre los linajes canarios emigrados a Uruguay y La Plata figuran los de Borges y Acevedo, a su vez de remoto origen portugués, dado que al inicio de la colonización de las islas se fusionaron los elementos lusos con los castellanos.  Ambos apellidos son también los del insigne literato argentino Jorge Luis Borges Acevedo.

### Uruguay

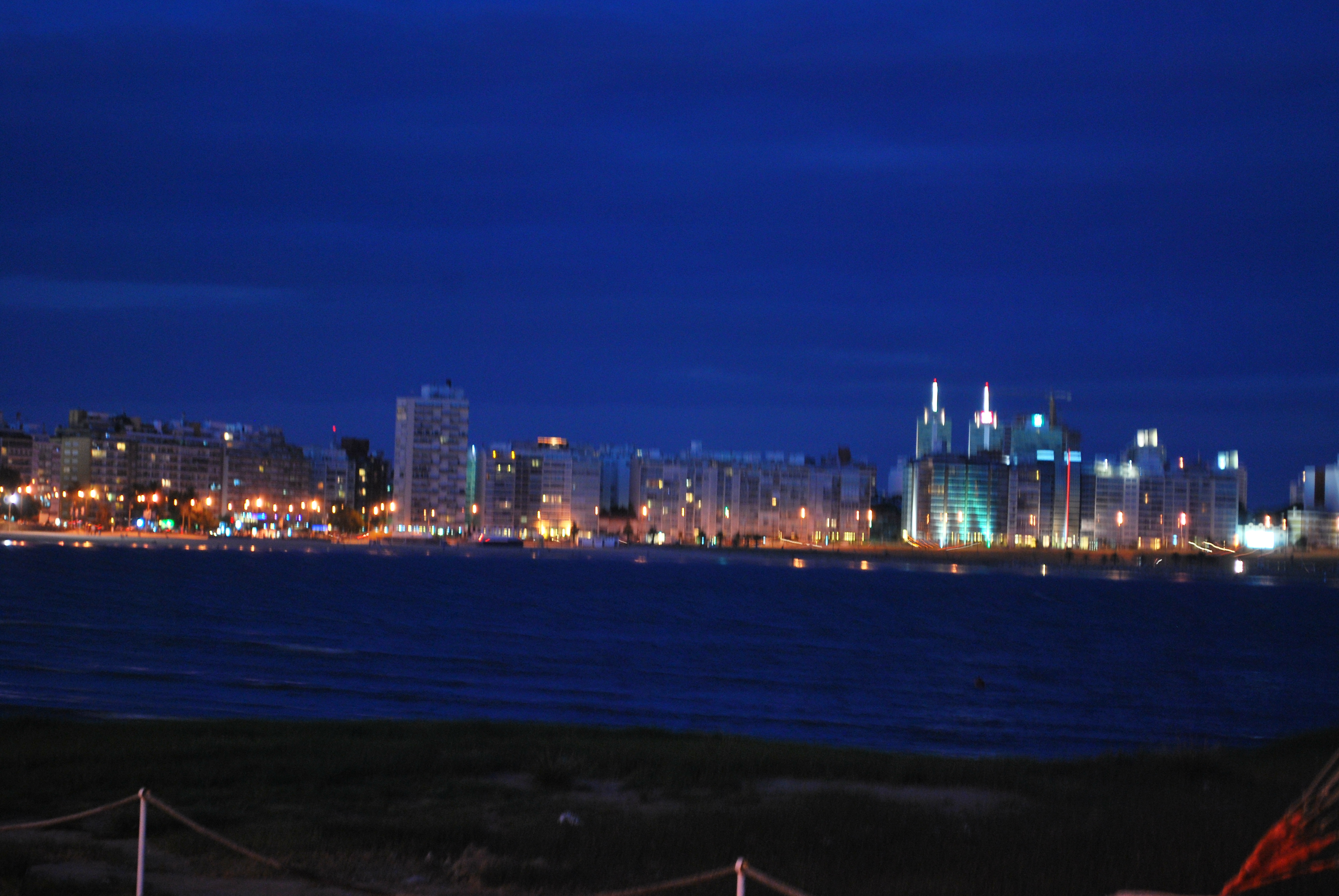
Panorámica de Montevideo (capital de Uruguay). Fundada por canarios

Montevideo nació de un pequeño poblado de indios tape e inmigrantes canarios radicados en torno a un fuerte construido en 1724 por orden de Bruno Mauricio de Zabala, gobernador español de Buenos Aires, para mantener las tropas portuguesas de Manuel de Freitas da Fonseca fuera del Río de la Plata.
El 20 de diciembre de 1724 se confeccionó un padrón de habitantes y, finalmente, el 24 de diciembre se trazó un plano delineatorio y se la designó como San Felipe y Santiago de Montevideo, nombre que posteriormente sería abreviado en Montevideo. Según el padrón oficial, en sus orígenes estuvo compuesta por cincuenta familias de origen canario. Más 1000 indios tapes (guaraníes) a los que posteriormente se sumarán africanos de origen bantú de los reinos de Bengela, Ngola y Kongo como esclavos. En 1726, adquirió el estatus de ciudad. La segunda oleada de isleños en arribar a la ciudad llegó el 27 de marzo de 1729, treinta familias canarias en esta ocasión.
En 1808 el comerciante canario Francisco Aguilar y Leal envía una expedición de 200 canarios de las islas orientales a Montevideo, recuperando la emigración canaria al Uruguay. Los isleños también se establecieron en otras áreas del Uruguay, como Colonia, San José y Soria. Esta oleada es superior en tamaño a la de la primera mitad del siglo XVIII, entre 1835 y 1845 en torno a 8200 canarios emigraron a Uruguay, lo que significa el 17 % de todos los inmigrantes y el 65 % de los españoles, y no concluirá hasta 1900. Así, durante el siglo XIX, más de 10 000 canarios se instalarán en Uruguay, la mayoría procedente de las islas orientales, dejando despoblada más de la mitad de la isla de Lanzarote.

### Chile
Los canarios son una comunidad bastante reducida en Chile. Así, a diferencia de otros países americanos, el número de canarios que se asentó en el país suramericano a lo largo de la historia fue muy escaso y está representado, fundamentalmente, por un pequeño grupo de familias que emigró al sur de Chile en 1903, obedeciendo la llamada del gobierno español quien había aceptado las peticiones del gobierno chileno para poblar el sur del país. Fueron un total de 55 familias canarias que, junto a otras procedentes de la península, totalizaron 88 familias que se asentaron cerca del Lago Budi y firmaron contratos con una empresa privada de la región. Las malas condiciones laborales y económicas a las que se vieron expuestos los colonos originó que muchos de ellos trataran de escapar del lugar, pero fueron detenidos y los indígenas locales, los mapuches, compadeciéndose de su situación, se aliaron con ellos. Los amerindios los aceptaron y colaboraron con ellos en la “rebelión de los canarios", y muchos canarios casaron con la población mapuche entre sí. Si bien, la natalidad de esta pequeña comunidad española de 400 personas ha dado origen a unos 1000 descendientes en la actualidad. Entre los inmigrantes canarios podemos destacar al religioso Andrés García Acosta.